# Agence nationale de documentation
L'agence nationale de documentation (AND) est un service de renseignement zaïrois créé le 3 novembre 1983 et dissous en 1997.

## Cadre législatif et structurel
Par l'ordonnance no 83-193 du 3 novembre 1983 fut porté à création l'agence nationale de documentation au Zaïre. Le 25 juillet 1985, une ordonnance modificative fut adoptée afin d'en préciser ses attributions et son fonctionnement interne, en ce compris:
```
1° "
la recherche, l'interprétation et la diffusion des renseignements politiques, économiques, sociaux, culturels et autres intéressant la sûreté de l'État
" ; 
```

2° "la recherche et la constatation des infractions contre la sûreté de l'État, la surveillance des personnes suspectes d'exercer une activité de nature à porter atteinte à la sûreté de l'État" ; 
3° "la police des étrangers" ;
```
4° "
l'identification dactyloscopique des Zaïrois
"
[
1
]
.
```

Dans ses objectifs primaires, l'AND était donc le service de renseignement intérieur et extérieur du régime du Président Mobutu, qui en avait légalement "l'autorité personnelle et directe". Sur le plan du fonctionnement quotidien, les départements de cet organisme (Secrétariat général, Services de documentation intérieur et extérieur)  étaient néanmoins supervisés par un Administrateur général, portant le titre de commissaire d'État, et deux Administrateurs généraux adjoints. D'obédience civile, ce service avait des missions différentes du Service d’Action et de Renseignements Militaires (SARM) qui était le corps de renseignement des armées et du contre-espionnage militaire.
En 1997, dans la foulée de l'arrivée au pouvoir du président Laurent-Désiré Kabila, l'AND a été dissoute et remplacée par l'Agence nationale de renseignements.

## Activités
Régulièrement mise en cause comme les autres services de sécurité pour des atteintes à la presse, aux mouvements d'opposition ainsi qu'aux droits et libertés individuelles, l'AND était tour à tour un instrument de maintien du régime zaïrois face aux risques contestataires de la part de la population (généralisation des indicateurs jusque dans les entreprises privées et publiques) mais aussi de soulèvements orchestrés par des pays tiers, en particulier dans le cadre des jeux d'alliance de la guerre froide en Afrique (le soutien apporté à l'UNITA angolaise et la rivalité latente avec le régime pro-URSS de Brazzaville).
Après plus d'une décennie de contrôles et de répressions, l'AND s'est montrée incapable de prévenir, d'évaluer et de contenir la première guerre du Congo, à l'instar des autres services de sécurité zaïrois dont l'armée. Cet échec marqua également celui du régime et la fin de la République du Zaïre.

## Anecdotes
- L'AND est soupçonnée par la journaliste Anna Miquel[12] d'être à l'origine de la disparition en 1985 du journaliste-reporter français Philippe de Dieuleveult[13].
- Selon l'auteur Jean I. N. Kanyarwunga, l'antenne au Shaba de l'AND a été directement impliquée dans l'organisation du massacre en 1990 d'étudiants à l'Université de Lubumbashi[14].
- Honoré Ngbanda, ancien chef en exil de l'AND, est le dirigeant de l'Alliance des patriotes pour refondation du Congo, un mouvement d'opposition au président Joseph Kabila.